# Rada galerií České republiky
Rada galerií České republiky (RG ČR) je profesní sdružení tuzemských sbírkotvorných institucí – muzeí umění, fungující jako zapsaný spolek. Byla založena jako specializované sdružení muzeí umění mj. proto, že historie potvrdila malou funkčnost jejich propojování s muzei obecně zaměřenými, která jsou sdružena v Asociaci muzeí a galerií.

## Poslání

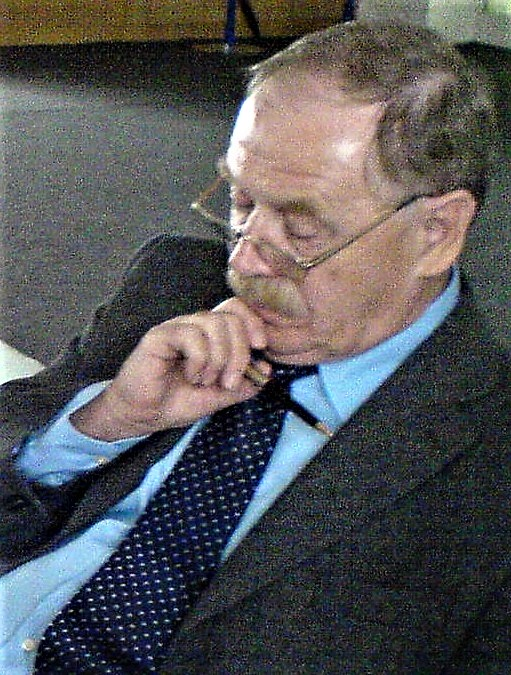
PhDr. J. Vykoukal, zakladatelská osobnost RG, první předseda

RG ČR slouží k podpoře postavení muzeí umění ve společnosti, k podpoře vzájemné spolupráce sdružených institucí, vzdělávání jejich pracovníků, podpoře profesní etiky, propagace umění na veřejnosti a ke společné ediční činnosti.

## Historie
RG ČR byla založena roku 1992 pro řešení existenčních problémů muzeí pod názvem Rada státních galerií a v první etapě sdružovala pouze muzea umění zřizovaná Ministerstvem kultury ČR. Vedle Národní galerie, krajských galerií šlo také o menší instituce.
K zakladatelským osobnostem RG ČR patří PhDr. Jiří Vykoukal, někdejší ředitel Galerie výtvarného umění v Chebu, který se stal prvním předsedou profesního sdružení. Dalšími předsedy byli PhDr. Hana Nováková, ředitelka GVU Havlíčkův Brod, PhDr. Ivan Neumann, ředitel Českého muzea výtvarných umění Praha a Mgr. Jiří Jůza, ředitel Galerie výtvarného umění Ostrava.

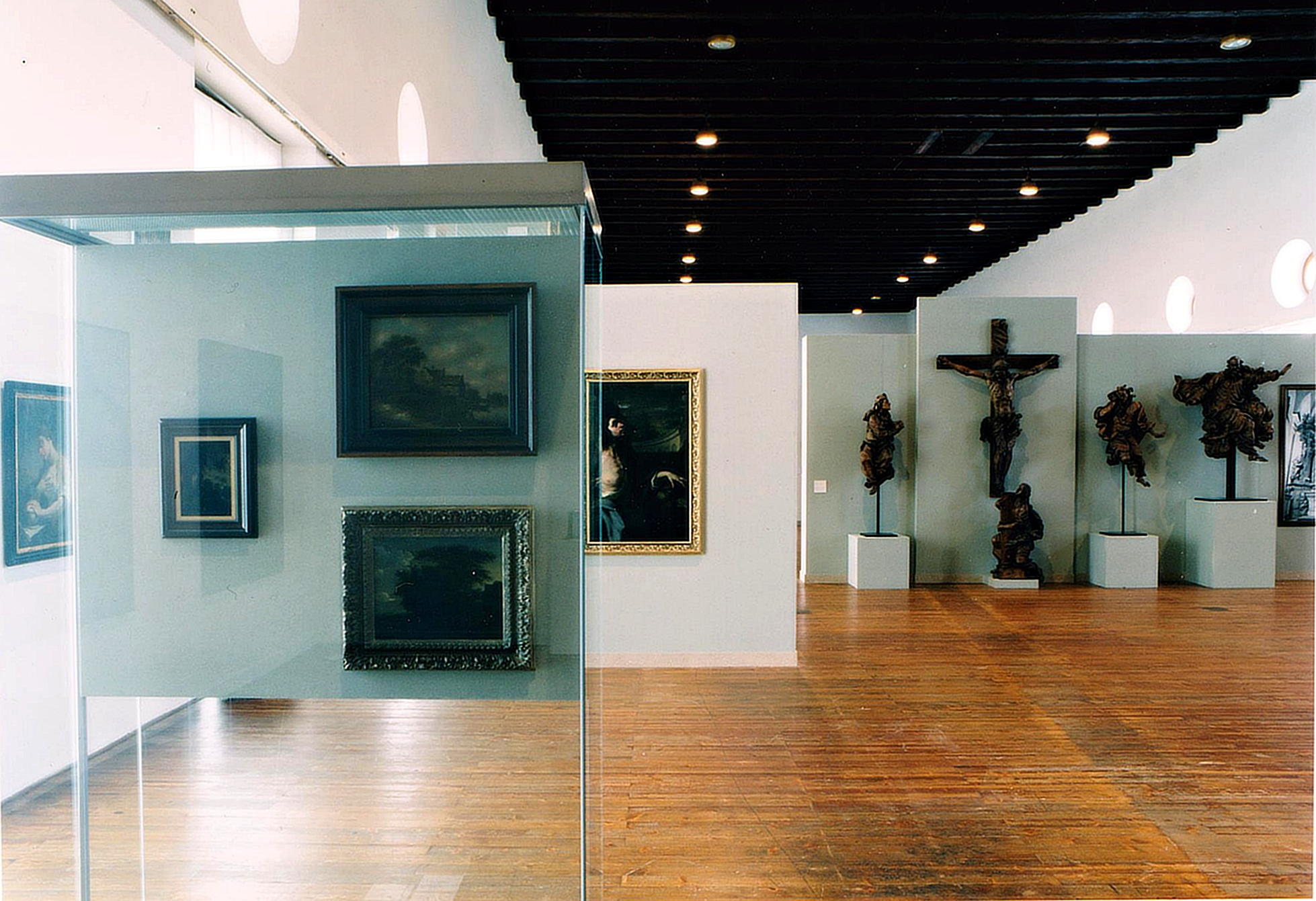
Výstava přírůstků českých galerií, společná prezentace institucí RG ČR v Jízdárně Pražského hradu v polovině 90. let 20. stol.

Po roce 2000 se změnou struktury tuzemských zřizovatelů se RG ČR otevřela také institucím s krajskými, městskými a soukromými zřizovateli. Došlo proto ke změně názvu na Rada galerií ČR.

## Struktura RG ČR
RG ČR má několik profesně odlišných komor. Komora ředitelů spojuje statutární zástupce institucí, Komora odborných pracovníků kurátory sbírek a výstavního programu, Komora edukačních pracovníků zaměstnance, kteří se zabývají vzdělávací činností. Členy RG ČR mohou být vedle institucí  i jednotlivé osoby.

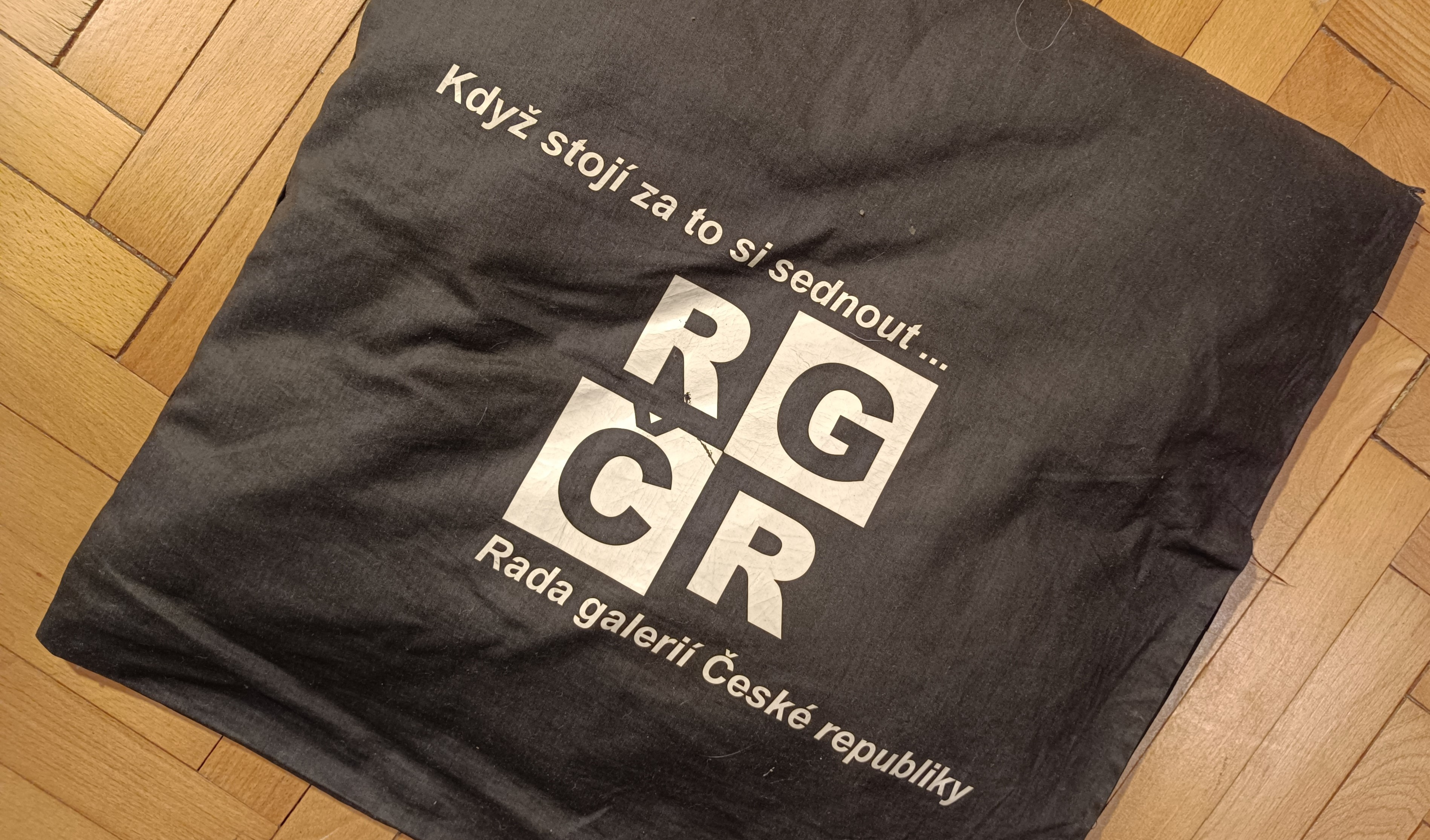
Propagační předmět RG - polštář pro sezení ve výstavních prostorách zvýrazňuje hodnotu pobytu v galerii.

## Ocenění RG ČR
Rada galerií uděluje mimořádná ocenění významným osobnostem českých muzeí za celoživotní odbornou a organizační činnost. Prvním oceněným se stal roku 2008 dlouholetý ředitel Českého muzea výtvarných umění pan PhDr. Ivan Neumann. Ocenění bylo uděleno jako vyjádření podpory při svévolném politickém útoku na jím vedené muzeum. Ze stejných důvodů byla oceněna Radou galerií kvalitní práce ředitelů Marcela Fišera (Galerie Klatovy/Klenová) a Tomáše Fassatiho (Muzeum umění a designu Benešov u Prahy). V období třicetileté historie RG ČR byla také oceněna osobnost jejího zakladatele Jiřího Vykoukala a dlouholetí ředitelé dvou mimořádně úspěšných institucí - Ludvík Ševeček (Krajská galerie ve Zlíně) a Pavel Zatloukal (Muzeum umění Olomouc).

## Výběr z ediční činnosti
- Kolektiv: Záznam nejrozmanitějších faktorů, Praha, 1994, 168 s.
- Fassati, Tomáš: Interaktivní didaktické expozice v muzeích umění, Praha, 2002
- Kolektiv: Kresba, kresba…, Praha, 2004, 175 s.
- Kolektiv: Soustředěný pohled, Praha, 2008, 180 s.
- Neumannová, Eva (ed.): Rada galerií České republiky. 25 let činnosti. Praha, 2017, ISBN 978-80-903422-5-5